# Pachychilon pictum
Il moranec o leucisco d'Albania (Pachychilon pictum) è un pesce d'acqua dolce della famiglia Cyprinidae.

## Distribuzione e habitat
Questo pesciolino è endemico del Lago di Scutari, tra Montenegro ed Albania e del Lago di Ocrida, tra Albania e Macedonia e dei loro affluenti. Negli anni '90 è misteriosamente comparso nel fiume Serchio, in Toscana settentrionale, dove si è ben acclimatato formando popolazioni naturalizzate.

Preferisce acque a corrente non troppo vivace.

## Descrizione
Il profilo è slanciato e sono molto caratteristiche le grandi labbra carnose. Il primo raggio della pinna dorsale è più corto degli altri. La colorazione è scura sul dorso e grigiastra sui fianchi, che sono cosparsi di piccoli punti neri disposti irregolarmente.

Non supera i 15 cm.

## Riproduzione
Avviene tra maggio ed agosto, tra le erbe acquatiche.

## Alimentazione
Basata su insetti (soprattutto alati che cadono in acqua) e altri piccoli invertebrati.

## Biologia
Pressoché tutto della sua biologia è ignoto. Si sa solo che vive in fitti branchi che stazionano in superficie o a mezz'acqua.

## Pesca
Occasionale e di nessun interesse anche nelle sue regioni di origine.